# اتفاقية تقاسم الإنتاج
اتفاقات تقاسم الإنتاج أو عقود تقاسم الإنتاج هي نوع شائع من العقود المبرمة بين الحكومة وشركة استخراج الموارد (أو مجموعة من الشركات) بشأن كم من الموارد (عادة النفط) المستخرجة من البلاد سوف كل تسلم.

## وصف
تم استخدام اتفاقيات المشاركة في الإنتاج لأول مرة في بوليفيا في أوائل الخمسينيات من القرن الماضي، على الرغم من أن أول تطبيق لها مماثل لهذا اليوم كان في إندونيسيا في الستينيات. اليوم يستخدمون غالبًا في الشرق الأوسط وآسيا الوسطى.
في اتفاقيات المشاركة في الإنتاج، تمنح حكومة البلاد تنفيذ أنشطة الاستكشاف والإنتاج لشركة نفط. تتحمل شركة النفط المخاطر المعدنية والمالية للمبادرة وتستكشف وتطور وتنتج الحقل في النهاية كما هو مطلوب. عند النجاح، يُسمح للشركة باستخدام الأموال من النفط المنتج لاسترداد النفقات الرأسمالية والتشغيلية، والمعروفة باسم «تكلفة النفط». تُعرف الأموال المتبقية باسم «ربح النفط»، ويتم تقسيمها بين الحكومة والشركة. في معظم اتفاقيات المشاركة في الإنتاج، تؤثر التغييرات في أسعار النفط الدولية أو معدل الإنتاج على حصة الشركة في الإنتاج.
يمكن أن تكون اتفاقيات المشاركة في الإنتاج مفيدة لحكومات البلدان التي تفتقر إلى الخبرة و / أو رأس المال لتطوير مواردها وترغب في جذب الشركات الأجنبية للقيام بذلك. يمكن أن تكون اتفاقيات مربحة للغاية لشركات النفط المعنية، ولكن غالباً ما تنطوي على مخاطر كبيرة.